# .com
.com (viết tắt của từ commercial - thương mại, hoặc company - công ty) là tên miền cấp một (gTLD) dành cho các tổ chức kinh tế thương mại, được sử dụng trong hệ thống tên miền toàn cầu. Nó được thiết lập vào tháng 1 năm 1985 cùng với một số tên miền cấp 1 khác là .net, .edu và .org. Hiện tại, tên miền.com nằm dưới sự quản lý của công ty Verisign, Hoa Kỳ.